# 오를레앙파
오를레앙파(프랑스어: Orléanists)는 프랑스의 우익 정파다. 프랑스 혁명 와중에 정통왕당파에 대항하여 출현했다. 1830년에서 1848년 사이(7월 왕정)에는 집권 정파이기도 했다. 주요 영수로는 프랑수아 기조 등이 있다. 나폴레옹 3세가 제정복고를 하면서 해외 망명 신세가 되었으며, 제정이 무너진 뒤인 1870년 왕정복고가 되지 않고 프랑스 제3공화국이 수립되자 정파로서 생명력을 다하고 소멸되었다.
오를레앙파는 부르봉가의 방계(루이 13세의 막내아들의 후손)인 오를레앙가 국왕에 의한 입헌군주제를 주장했다. 입헌군주제를 지지한 자유주의자나 지식인들 다수가 오를레앙파를 구성했으며 아돌프 티에르 등 기회주의적 온건 공화파들도 7월 왕정기에는 오를레앙주의 좌파를 구성하기도 하였다. 전제군주제로의 회귀를 주장한 정통왕당파와 서로 경쟁 관계였다. 하지만 오를레앙파와 정통왕당파 모두 왕을 원하지 않는 공화파에게 배척되었다.